# Округ Скулкил (Пенсилванија)
Скулкил (енгл. Schuylkill County) је округ у америчкој савезној држави Пенсилванија.

## Демографија
По попису из 2010. године број становника је 148.289, што је 2.047 (-1,4%) становника мање него 2000. године.
| Група             | 2000.           | 2010.           |
| Белци             | 144.290 (96,0%) | 138.248 (93,2%) |
| Афроамериканци    | 3.147 (2,1%)    | 3.967 (2,7%)    |
| Азијати           | 625 (0,4%)      | 710 (0,5%)      |
| Хиспаноамериканци | 1.671 (1,1%)    | 4.080 (2,8%)    |
| Укупно            | 150.336         | 148.289         |